# Тахаш
Та́хаш (ивр. תחש‎) — представитель т. н. Библейской фауны, точная идентификация которого не представляется возможным.

## Упоминание вТоре
Шкуры тахашей упоминаются в книге Шемот при перечислении предметов, которые евреям в пустыне предлагалось пожертвовать на постройку Скинии. Из этих шкур был собран верхний полог скинии.

### КомментарийРаши
Раши, комментируя этот параграф Торы, пишет:

Тахаш — это животное, существовавшее только в те времена. Шкура тахаша была разноцветной, поэтому Онкелос переводит это слово как сасгона (арам. ססגונא) — словно он радуется (сас — ивр. שש‎) и ликует из-за своей разноцветной окраски (гаван — ивр. גון‎).

## Упоминание вТалмуде
Тахаш упоминается в Вавилонском Талмуде в трактате Шабат в дисскуссии мудрецов на тему о возможности использования ритуально нечистого животного для изготовления освящённых предметов. В этой связи рассматривается вопрос, является ли тахаш ритуально чистым животным.

## Внешний вид
В талмудической литературе не приводится полное описание тахаша, известно лишь его несколько отдельных характеристик:
- Кожа тахаша имеет много оттенков и покрыта пятнами.
- У тахаша имеется один рог в центре головы

## Ареал
Данные приведённые в источниках не позволяют определить с точностью естественный ареал тахашей. Приведённый в талмуде мидраш утверждает, что эти животные встретились Моисею всего один раз. Взяв за основу это утверждение, можно исключить из возможного ареала тахашей Египет, Аравийский полуостров, Синайскую пустыню и Трансиорданию — места хорошо знакомые Моисею. Отсутствие дополнительных упоминаний об этих существах позволяет исключить из их возможного ареала Землю Израиля и территории персидской империи Ахеменидов.

## Попытки идентификации
Попытки идентификации тахаша с одним из существующих представителей фауны предпринимались как мудрецами талмуда, так и современными учёными.

## А был ли тахаш?
Из некоторых талмудических источников следует, что слово «тахаш» не является названием животного, а является названием цвета кожи или способа её обработки. Возможно также, что «тахаш» это название минерала из которого изготовлялся пигмент, использовавшийся для окраски кож.